# Hagno
En la mitología griega Hagno (en griego: Ἁγνὼ significa 'pura, casta, santa') era una ninfa arcadia que fue una de las nodrizas del dios Zeus. 
En el ágora de Megalópolis están representadas unas ninfas sobre la mesa: Neda llevando a Zeus niño, Antracia, otra ninfa de los arcadios, sosteniendo una antorcha, y Hagno con una hidria en una mano y una copa en la otra. Lo que llevan Anquírroe y Mirtoesa son hidrias, y, naturalmente, baja agua de ellas.
Las ninfas que dicen que criaron a Zeus se llaman Tisoa, Neda y Hagno. De Tisoa recibió su nombre una ciudad que fue fundada en Parrasia, que en mi tiempo es una aldea de la región de Megalópolis. De Neda tomó el nombre el río, y de Hagno una fuente en el monte Liceo que, como el río Istro, tiene el mismo volumen de agua en invierno que en verano.
Dicen que el altar de Atenea Alea en Tegea lo hizo Melampo, hijo de Amitaón. Sobre el altar están representadas Rea y la ninfa Énoe que sostienen a Zeus todavía niño, y a uno y otro lado hay cuatro figuras: a un lado, Glauce, Neda, Tisoa y Antracia, y al otro, Ide, Hagno, Alcínoe y Frixa.

## Nota
1. ↑  Pausanias: Descripción de Grecia VIII 31, 3-4
2. ↑  Pausanias, loc. cit., VIII 38, 3
3. ↑  Pausanias, loc. cit., VIII 47, 3